# Holdosi József
Holdosi József (Vép, 1951. szeptember 18. – Szombathely, 2005. május 4.) magyar író.

## Életpályája
Szülei Holdosi József és Kányási Margit. 1971–1975 között a Pécsi Tanárképző Főiskola magyar–történelem szakos hallgatója volt. 1975–1979 között kollégiumi nevelőtanárként dolgozott. 1978-ban elvégezte az ELTE Bölcsészettudományi Kar magyar nyelv és irodalom szakát. 1981-től Szombathelyen gimnáziumi tanár volt.
1971 óta versei, majd a cigányság sorsát és hagyományát feldolgozó regényei jelentek meg.

## Művei
- Kányák (regény, 1978)
- Glóriás. Dac (kisregények, 1982)
- Cigánymózes (kisregények, 1987)
- A bandita és a halál (elbeszélések, 1993)

## Díjai
- Móricz Zsigmond-ösztöndíj (1978, 1979)
- a Művészeti Alap elsőkötetesek díja (1979)
- SZOT-ösztöndíj (1980)

## Emlékezete

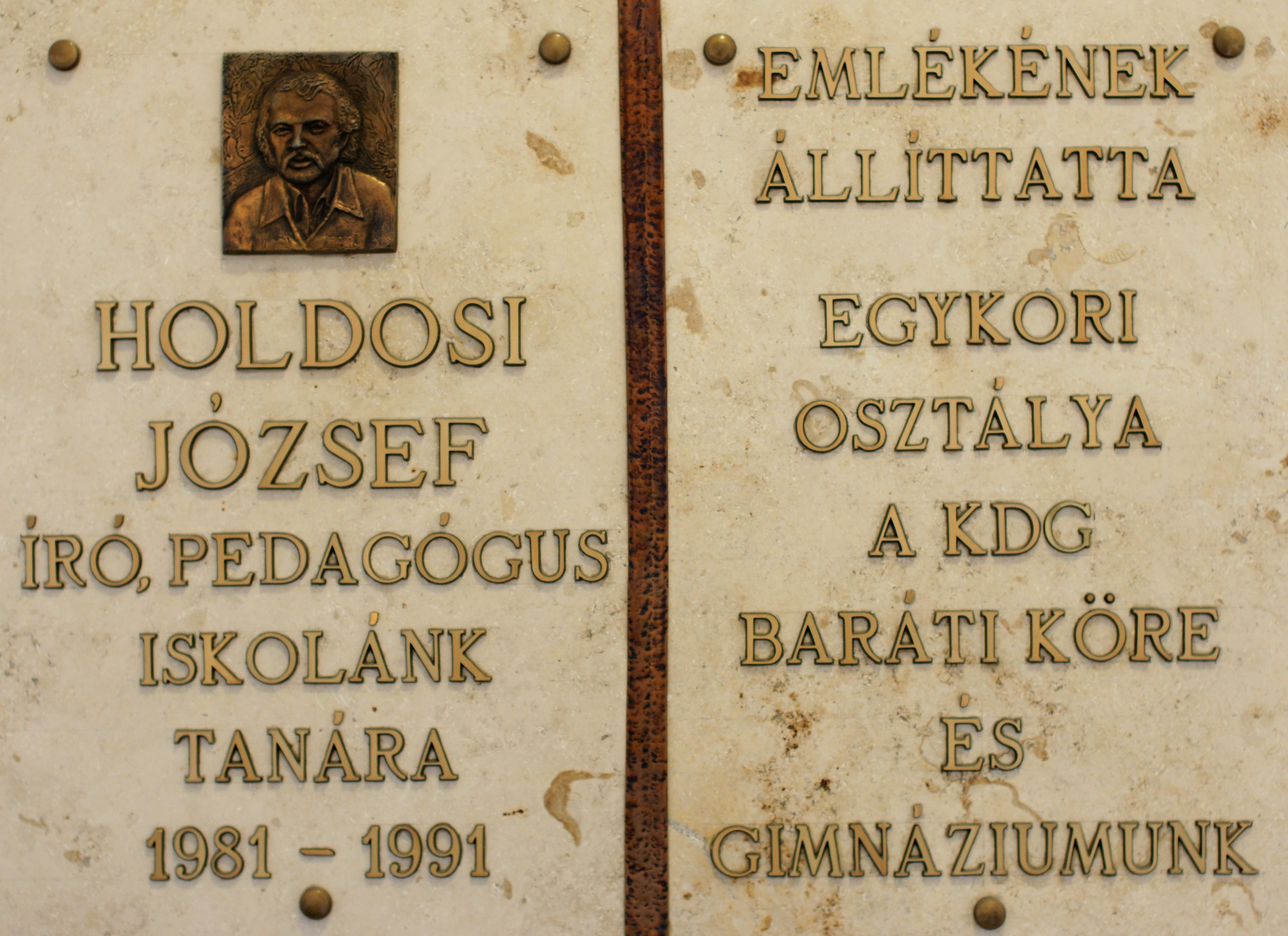
Holdosi József Emléktáblája Szombathelyen

Holdosi József roma író és pedagógus 1981 és 1991 között tanított Szombathelyen, a Kanizsai Dorottya Gimnáziumban. A (mészkő alapon bronzbetűs) emléktáblát egykori osztálya, a Kanizsai Dorottya Gimnázium Baráti Köre és a Kanizsai Dorottya Gimnázium állíttatta 2009-ben a középiskola belső folyosóján (Aréna u.10.).

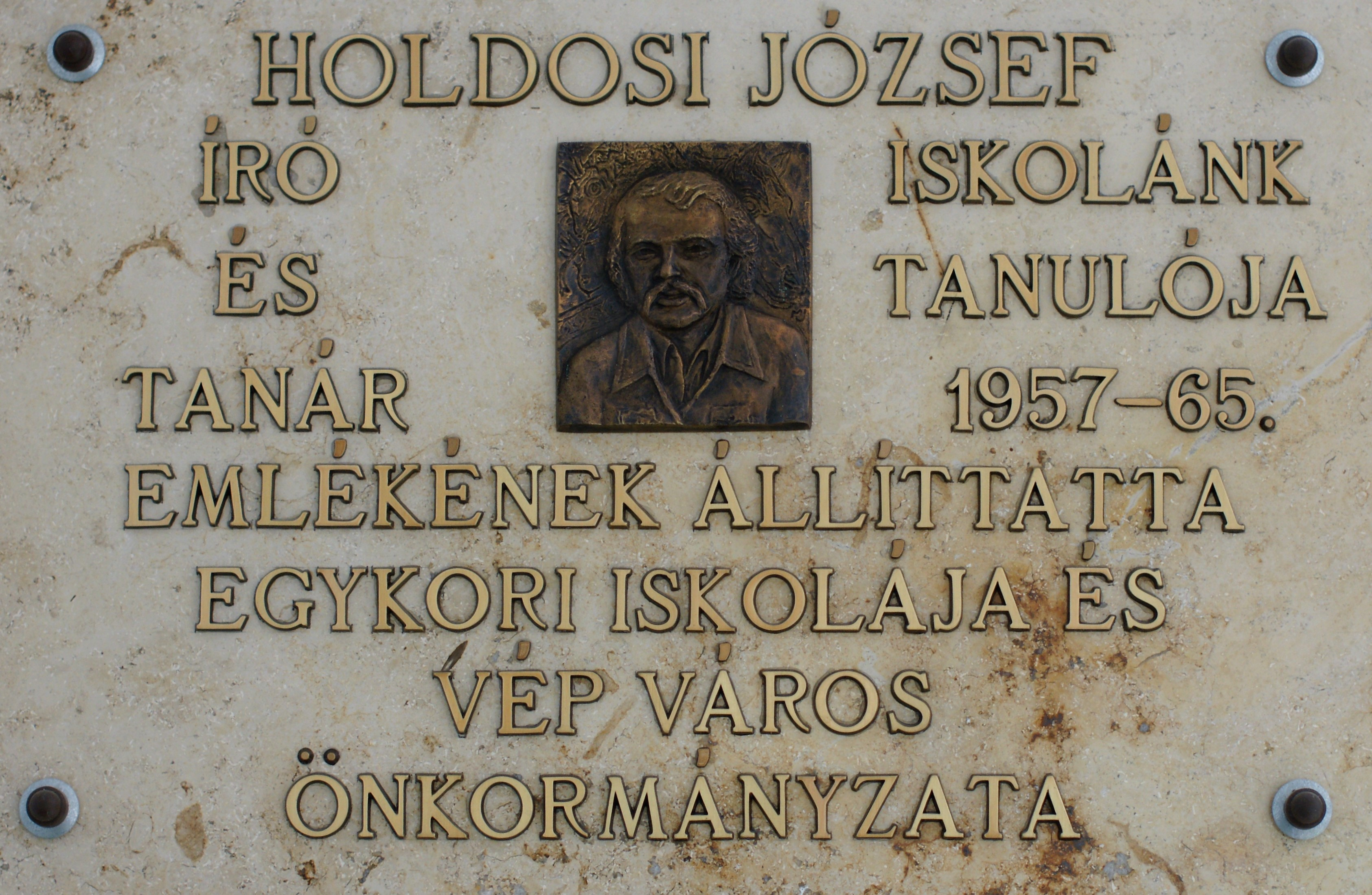
Holdosi József Emléktáblája Vépen

Holdosi József (roma író, pedagógus) emléktábláját 2011-ben adták át Vépen, Hatos Ferenc Általános Iskola és Alapfokú Művészeti Iskolában (Rákóczi Ferenc utca 22.). Felállítását az oktatási intézmény maga finanszírozta, közösen a települési önkormányzattal. Kivitelezője Marosits József szobrász volt. Az emléktábla arra emlékeztet, hogy Holdosi József 1957 és 1965 között a vépi általános iskola tanulója volt.